# Aliki

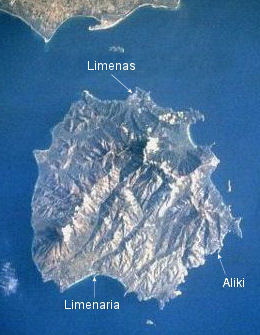
Lage der Halbinsel Aliki / Thasos

Die Halbinsel Aliki liegt an der Südostküste der Insel Thasos. Im Bereich der westlichen Bucht entstand dort in den letzten Jahrzehnten des vergangenen Jahrhunderts der Ort mit seinen Ferienhäusern und Restaurants. Ursprünglich handelte es sich um hier erbaute einfache Steinhütten (Kalyves), die den Bauern von Theologos als Unterkünfte während der Pflege- und Erntezeit in den umliegenden Olivenhainen dienten. 

## Geschichte
Die Halbinsel war bereits ab dem Altertum und bis in Byzantinische Zeit als bedeutender Marmorsteinbruch bekannt. Auf der gesamten Südostseite der Halbinsel bis hin zu ihrer Südspitze erstrecken sich die mächtigen Marmorsteinbrüche, die ohne Unterbrechung vom 7. Jahrhundert v. Chr. bis zum 7. Jahrhundert n. Chr. in Produktion standen. Abgebaut wurde damals der anstehende Marmor bis auf wenige Meter über dem Meeresspiegel. Infolge von Gebirgssenkungen ist heute die tiefste Abbausohle überflutet. Auf dem Isthmus wurden Gräber, mehrere Grabstelen und ein großer Sarkophag mit römischer Inschrift ergraben.
Vermutlich in Verbindung mit dem ausgedehnten Bergbaubetrieb stand ein in der östlichen Bucht gelegenes Heiligtum aus archaischer Zeit und ein frühchristliches Basiliken-Ensemble, hochgelegen auf dem Nordostende der Halbinsel. 
Das dem Apoll geweihte Heiligtum, das als Opferstätte und Unterkunft für die Gläubigen diente, wurde im 7. Jahrhundert v. Chr., dem Beginn der Kolonisierung der Insel durch die Parier, gegründet. Das Heiligtum bestand aus zwei nebeneinander liegenden identischen Gebäuden unterschiedlicher Größe. Nach Westen weisen die Fassaden jeweils eine Vorhalle mit 5 dorisch-monolithischen Säulen zwischen zwei Pfeilern, leichten Architraven, Friesen mit Triglyphen und Metopen in sorgfältiger Ausführung auf. Jeweils in der Mitte der nördlichen Räume befinden sich in den Boden eingelassene Herdstellen. Im südlichen Gebäude wird die Herd- oder Opferstelle auf 500 v. Chr. datiert und gilt als das älteste dorische Bauteil auf der Insel. Das nördliche Gebäude besteht aus einem primitiven ionischen und einem dorischen Bauteil. Der ältere ionische wurde 470 – 465 v. Chr. durch ein größeres Bauwerk ersetzt. Die vorgelagerte, heute bis auf den Strand reichende Terrasse, stammt aus 530 – 525 v. Chr. Zwei dem Apollon gewidmete Kultgrotten aus dem 3. Jahrhundert v. Chr. wurden südlich des Heiligtums entdeckt. Die Kultstätte wurde bis zur Christianisierung der Insel genutzt.
Die Ausgrabungen des Heiligtums wurden 1887 von Theodore Bent ausgeführt. Der bedeutendste Fund war eine maskuline archaische Statue, ein Kouros, der sich heute im Archäologischen Museum von Istanbul befindet. Inschriften weisen auf die Bestimmung des Heiligtums und seine Bedeutung bis in die spätrömische Epoche hin. Graffiti an der Fassade des nördlichen Gebäudes zeigen Wünsche für eine glückliche Reise der mit Marmor beladenen Schiffe und den Dank an die Dioskuren, die Beschützer der Seeleute. 

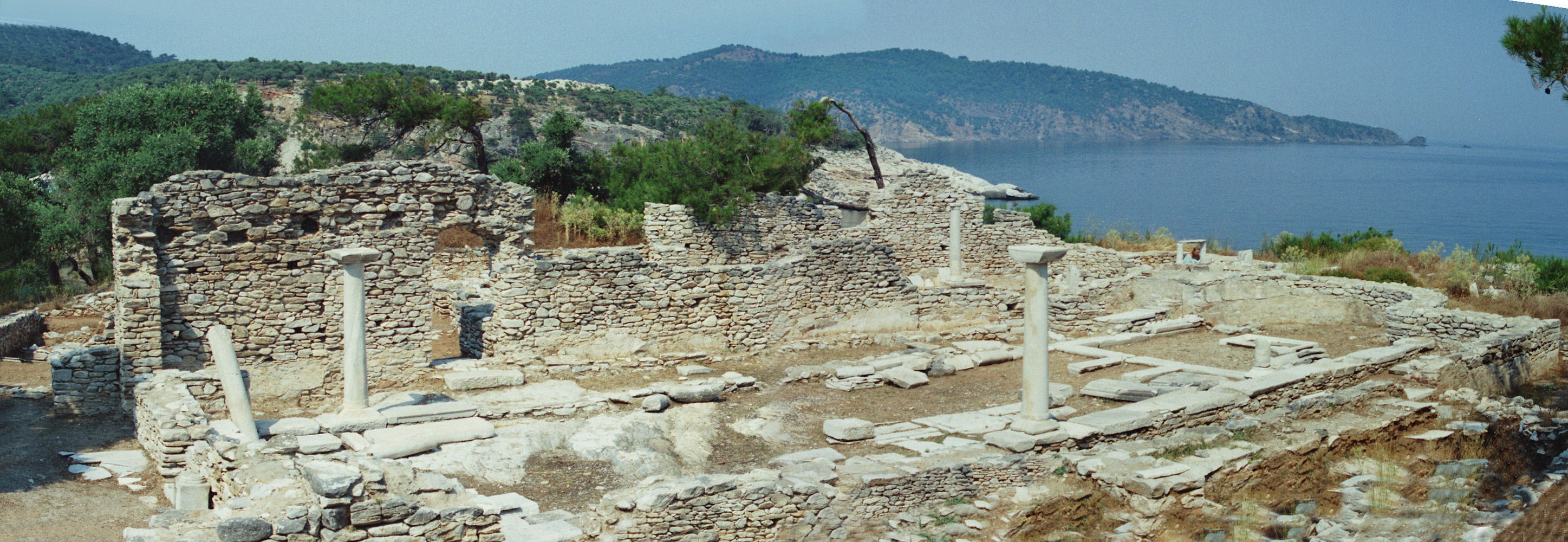
Aliki, südliche Basilika aus SW, im Hintergrund Bucht Ag. Ioanni Luka, rechts Kap Bampouras

Zu Beginn des 5. Jahrhunderts entstand auf der Halbinsel ein Ensemble von zwei Basiliken mit einigen Anbauten. Die größere südliche wurde im ersten Viertel des 5. Jahrhunderts erbaut, in einer zweiten Phase wurde im Westen ein Narthex angefügt. Ein monumentaler Ambo zeigt, dass die Basilika sehr bedeutend war. Die Nord-Basilika wurde einschiffig in den Jahren 400–425 errichtet, dann um das Jahr 500 dreischiffig erweitert, im Westen mit einem Hof versehen und später zu einem Atrium mit Baptisterium umgewandelt. Das Ensemble zeigte seine höchste Entwicklung  in der Justinischen Epoche und war ebenso wie die Steinbrüche im 7. Jahrhundert nach dem Einfall der Slawen verlassen worden.